# Pseudarctia rubrifemora
Pseudarctia rubrifemora là một loài bướm đêm thuộc phân họ Arctiinae, họ Erebidae.